# Endoteboidea
Endoteboidea es una superfamilia de foraminíferos cuyos taxones se hubiesen incluido tradicionalmente en la superfamilia Endothyroidea, del suborden Fusulinina y del orden Fusulinida. Su rango cronoestratigráfico abarca desde el Viseense (Carbonífero inferior) hasta el Kungurian (Pérmico inferior).

## Discusión
Clasificaciones más recientes incluyen Endoteboidea en el suborden Endothyrina, del orden Endothyrida, de la subclase Fusulinana y de la clase Fusulinata.

## Clasificación
Endoteboidea incluye a las siguientes familias:
- Familia Endotebidae
- Familia Spireitlinidae